# ثنائي نوكليوتيد الأدنين وأميد النيكوتين
ثنائي نوكليوتيد الأدنين وأميد النيكوتين (أو اختصاراً: ناد NAD+ من الاسم الكامل Nicotinamide adenine dinucleotide) هو معاون إنزيمي موجود في جميع الخلايا الحية. المركب عبارة عن ثنائي نوكليوتيد حيث يتكون من وحدتي نوكليوتيد مرتبطتين من خلال مجموعتي  الفوسفات فيهما؛ إحدى النوكليوتيدين تحتوي على حلقة أدينوزين، والأخرى على النيكوتيناميد والرابطة بينهما تشكلها ذرتي  فوسفات فيهما مع ذرة أكسجين .
يشارك الناد NAD في عمليات التمثيل الغذائي في تفاعلات الأكسدة والاختزال حيث ينقل الإلكترونات من تفاعل إلى آخر.أهم وظيفة له يستخدم كمرافق إنزيمي في عمليات بناء الدهون؛ كما له دور في سلسلة التنفس الداخلي التي تتم في متقدرات النوايات الخلوية بغرض تخزين طاقة في جزيئات ATP (بطاريات الخلية).
طبقا لاصطلاحات الاتحاد الدولي للكيمياء البحتة والتطبيقية تستخدم الاختصارات NAD+ لشكله المتأكسد، و NADH لشكله المختزل. وقد اقترح الاتحاد الدولي استخدام الرمز NAD لهما بصفة عامة.
وحاليا يستخدم الرمز NAD بدلا من NAD+ والرمز NADH2 بدلا من NADH.
ناد NAD هو مادة حيوية مؤكسدة يشترك في عمليات الأيض في الخلايا الحية، وأهم وظيفة له تخزين طاقة في خلايا أدينوسين ثلاثي الفوسفات ATP .

## التفاعل
تفاعل الأكسدة والاختزال NAD: NAD+ يمكن أن يتم باكتساب 2 إلكترون (e−) وبروتون (H+) فيختزل ويتحول إلى NADH .
حيث:(ADP = أدينوسين ثنائي الفوسفات)

## وظيفته
ٍ

تخطيط مبسط لعملية الأيض تبين عمل NAD و NADH ودورة حمض الستريك قبل إنتاج ATP في سلسلة تنفس.

ان قدرة الأكسدة والاختزال للجزيئن NAD+/NADH تعتمد طبقا لمعادلة نرنست
على تركيزي NAD+/NADH . فإذا كان تركيز NAD أعلى من تركيز NADH يسير التفاعل في اتجاه إنتاج NADH . وحيث أن NAD+
في الكائن الحي يعمل كمعامل أكسدة فيجب أن تكون النسبة NAD+/NADH كبيرة (>>1).
المادة المختزلة NADPH تبدأ عملها في الاختزال عندما تكون النسبة NADP+/NADPH (<<1). وطالما كان زوج تفاعل أكسدة-اختزال لا يمكن أن يكون عالي القدرة على إحداث أكسدة بيولوجية وفي نفس الوقت يكون ذو قدرة منخفضة على إحداث اختزال بيولوجي، فهذا يتطلب تواجد عامل مرافق لإتمام الأكسدة والأختزال.
يوصف الشكل المختزل NADH بأنه عالي الطاقة ووظيفته في أكسدة الأيض أن يعمل كعامل مرافق لمد الطاقة في سلسلة التنفس، لإنتاج ATP .
وعندما يتأكسد NADH فهو يعطي الإلكترونات التي اكتسبها من تحلل الجلوكوز و/أو الأحماض الدهنية الناتجة من دهنيات الغذاء أثناء عملية الأيض، ويعطي تلك الإلكترونات إلى الأكسجين. فينتج عن ذلك NAD+ وهيدروجين. هذا التفاعل يتم في داخل المتقدرات والغرض منه إنتاج ATP ، الذي يمد الخلية بالطاقة لتأدية وظيفتها ، وكذلك ATP هو الذي يحرك العضلات. ِ
كذلك يكون NAD+ عامل مرافق في عمليات انتزاع الهيدروجين، مثلما في انتزاع الهيدروجين من الكحول ADH حيث يتأكسد الكحول.
معرفة أهمية الناد تتلخص في دوره لإنتاج ATP، وبطارية الخلية ATP هي التي تقوم بالعمل الجسماني في أول مراحله (الثلاثة ثوان الأولى للحركة ثم تتبعه مواد مخزونة أخرى مثل فوسفات الكرياتين والجلوكوز والغلايكوجين ). يقوم فوسفات الكرياتين بتعويض الفاقد من طاقة ATP على الفور،(انظراتاحة الطاقة). من دون ATP يموت الكائن الحي خلال ثوان؛ والمكوّن له هو جزيئات NAD .

## إنتاجه الحيوي
يصنع الجسم NAD+ من فيتامين بي3 ونيكوتيناميد وكذلك يمكنه إنتاجه من حمض أميني يسمى تريبتوفان
.
ونظرا لأن تلك المادتين من الأحماض الأمينية الضرورية، فيجب أن يحصل الإنسان عليهما من غذائه.
ويمكن الحصول على فيتامين ب3 في الخضراوات الورقية والطماطم والجزر والبلح والأفوكادو واللحوم الحمراء واللبن والبيض والأسماك والدواجن.
والتربتوفان موجود في مواد غذائية كثيرة، وتنويع الغذاء يضمن عدم افتقاد أي مادة غذائية مهمة للجسم، القائمة تعطي نسبة التريبتوفان في كل 100 جرام من الغذاء المذكور:
| الغذاء                    | بروتين   | تريبتوفان | النسبة |
| ------------------------- | -------- | --------- | ------ |
| فول الصويا                | 36,49 g  | 590 mg    | 1,6 %  |
| كاشيو [نوع من اللوز)      | 18,22 g  | 287 mg    | 1,6 %  |
| مسحوق الكاكاو، من دون سكر | 19,60 g  | 293 mg    | 1,5 %  |
| الشعير                    | 13,15 g  | 182 mg    | 1,4 %  |
| الحليب، 3,7 % دهن         | 0 3,28 g | 0 46 mg   | 1,4 %  |
| الأرز الغير مقشور         | 0 7,94 g | 101 mg    | 1,3 %  |
| البيض                     | 12,57 g  | 167 mg    | 1,3 %  |
| لحم الدجاج                | 21,23 g  | 267 mg    | 1,3 %  |
| البازلاء الجافة           | 24,55 g  | 275 mg    | 1,1 %  |
| عين الجمل                 | 15,23 g  | 170 mg    | 1,1 %  |
| لاكس، (نوع من السمك)      | 20,42 g  | 209 mg    | 1,0 %  |
| الذرة                     | 0 6,93 g | 0 49 mg   | 0,7 %  |

طبقا لخبراء التغذية يحتاج الشخص بين 5و3 إلى 6 مليجرام تريبتوفان لكل كيلوجرام من وزنه يوميا.